# John Deere DB120
John Deere DB120 je sejalnik ameriškega podjetja John Deere. Ob vstopu v uporabo leta 2009 je bil največji serijsko proizvajani sejalnik na svetu. Sejalnik je širok 37 metrov in ima 48 sejalnih brazd, razdalja med njimi je 760 milimetrov. Ocenjeno je, da lahko DB120 lahko v eni uri posadi semena v 0,4 km2 področju. Sejalnik potrebuje GPS navigacijo, ker ni markirnih znakov.
Cena sejalnika je $345.000. 